# 白浜 (下田市)
白浜（しらはま）は、静岡県下田市の大字。本項では1896年（明治29年）から1955年（昭和30年）まで同区域に存在した白浜村についても記す。

## 地理
静岡県下田市東部に位置する。東で相模灘に面し、北で賀茂郡河津町縄地、西北で落合、西で川地、南西で中、南で柿崎と隣接する。国道135号が相模灘沿いを通過する。

### 山
- 寝姿山
- 高根山

### 島
- 竜宮島

## 歴史
- 幕末 - 沼津藩および旗本小笠原氏の管轄であった[4]。
- 1868年（慶応4年）
  - 6月29日 - 新政府が韮山代官所に韮山県を設置。旗本領を管轄。
  - 7月13日 - 沼津藩が上総国菊間藩に転封され、全域が韮山県の管轄となる。
- 1871年（明治4年）11月14日 - 第1次府県統合により全域が足柄県の管轄となる。
- 1876年（明治9年）4月18日 - 第2次府県統合により全域が静岡県の管轄となる。
- 1889年（明治22年）4月1日 - 町村制施行に伴い、柿崎村、須崎村と合併し、賀茂郡浜崎村が発足。
- 1896年（明治29年）8月20日 - 浜崎村から大字白浜が分立して白浜村が発足。
- 1955年（昭和30年）3月31日 - 下田町、稲生沢村、稲梓村、浜崎村、朝日村、白浜村を廃し、その区域をもって下田町を設置[5]。現行の大字白浜となる。
- 1971年（昭和46年）1月1日 - 下田町が市制施行し、下田市となる[6]。

## 世帯数と人口
2017年（平成29年）4月1日現在の世帯数と人口は以下の通りである。
| 大字 | 世帯数  | 人口    |
| ---- | ------- | ------- |
| 白浜 | 914世帯 | 2,007人 |

## 小・中学校の学区
市立小・中学校に通う場合、学区は以下の通りとなる。
| 番・番地等 | 小学校             | 中学校             |
| ---------- | ------------------ | ------------------ |
| 全域       | 下田市立白浜小学校 | 下田市立下田中学校 |

## 交通

### バス
- 東海バス
  - C50天城峠線：下田駅 - 柿崎 - 白浜海岸 - 板戸一色 - 下条 - 河津駅 - 河津町役場 - 湯ヶ野 - 河津七滝 - 天城峠 - 昭和の森会館 - 浄蓮の滝 - 湯ヶ島 - 出口 - 修善寺駅（1日1本）
  - S30-S32板戸一色線：（下田メディカルセンター／下田中学校 - ）下田駅 - 柿崎 - 白浜海岸 - 板戸一色（ - 下条 - 河津駅）
  - S33板戸一色線：板戸一色 → 白浜海岸 → 柿崎 → 下田駅 → 中村大橋 → 稲生沢小学校（1日1本）

### 道路
- 国道135号（東伊豆道路）

### 港湾
- 白浜漁港

## 施設
- 下田市立白浜小学校
- 下田白浜郵便局
- 伊古奈比咩命神社（白浜神社）
- 愛宕神社
- 弁天神社
- 長田寺
- 禅福寺
- 立正安国寺
- 下田プリンスホテル
- 静岡県水産技術研究所伊豆分場
- 白浜中央海水浴場
- 白浜大浜海水浴場

## その他

### 日本郵便
- 郵便番号 : 415-0012[2]（集配局：下田郵便局[8]）。

### 警察
町内の警察の管轄区域は以下の通りである。
| 番・番地等 | 警察署     | 交番・駐在所 |
| ---------- | ---------- | ------------ |
| 全域       | 下田警察署 | 白浜駐在所   |